# Budinci
Budinci (maďarsky Bűdfalva, německy Büdintz) jsou jednou ze šesti vesnic, které tvoří občinu Šalovci ve Slovinsku. V roce 2002 žilo ve vesnici 139 obyvatel.

## Poloha, popis
Leží v Pomurském regionu na severovýchodě Slovinska. Vesnice sousedí na severu s Maďarskem. Její celková rozloha je 6,17 km²[zdroj?] a rozkládá se v nadmořské výšce zhruba od 265 do 345 m. Od severozápadu na jihovýchod protéká územím obce Dolenjski potok.
Vesnice se skládá z několika osad a hospodářství, ležících na obou březích potoka. Leží přibližně 5,5 km severně od obce Šalovci, střediskové obce občiny.
Sousedními vesnicemi jsou: Dolenci na východě, Šalovci na jihu, Markovci na jihozápadě a Čepinci na západě.